# Віла-Верде-душ-Франкуш
Віла-Верде-душ-Франкуш (порт. Vila Verde dos Francos; МФА: [ˈvi.ɫɐ ˈveɾ.dɨ duʃ ˈfɾɐ̃.kuʃ]) — парафія в Португалії, у муніципалітеті Аленкер. Розташована в західній частині країни, на теренах історичної португальської провінції Ештремадура. Входить до складу округу Лісабон. За адміністративним поділом, чинним до 1976 року, терени парафії були складовою провінції Ештремадура. Належить до Лісабонського патріархату Католицької церкви. Патрон — Діва Марія. Площа — 28,1337 км². Населення — 1162 ос. (2011). Слабо урбанізований регіон. Густота населення — 41,3 осіб/км²
. Код — 110114.

## Населення
| Кількість мешканців | Кількість мешканців | Кількість мешканців | Кількість мешканців | Кількість мешканців | Кількість мешканців | Кількість мешканців | Кількість мешканців | Кількість мешканців | Кількість мешканців | Кількість мешканців | Кількість мешканців | Кількість мешканців | Кількість мешканців | Кількість мешканців |
| ------------------- | ------------------- | ------------------- | ------------------- | ------------------- | ------------------- | ------------------- | ------------------- | ------------------- | ------------------- | ------------------- | ------------------- | ------------------- | ------------------- | ------------------- |
| 1864                | 1878                | 1890                | 1900                | 1911                | 1920                | 1930                | 1940                | 1950                | 1960                | 1970                | 1981                | 1991                | 2001                | 2011                |
| 992                 | 1 217               | 1 485               | 1 507               | 1 649               | 1 747               | 1 275               | 1 863               | 1 729               | 1 954               | 1 555               | 1 486               | 1 348               | 1 290               | 1 162               |